# 톈무 야구장

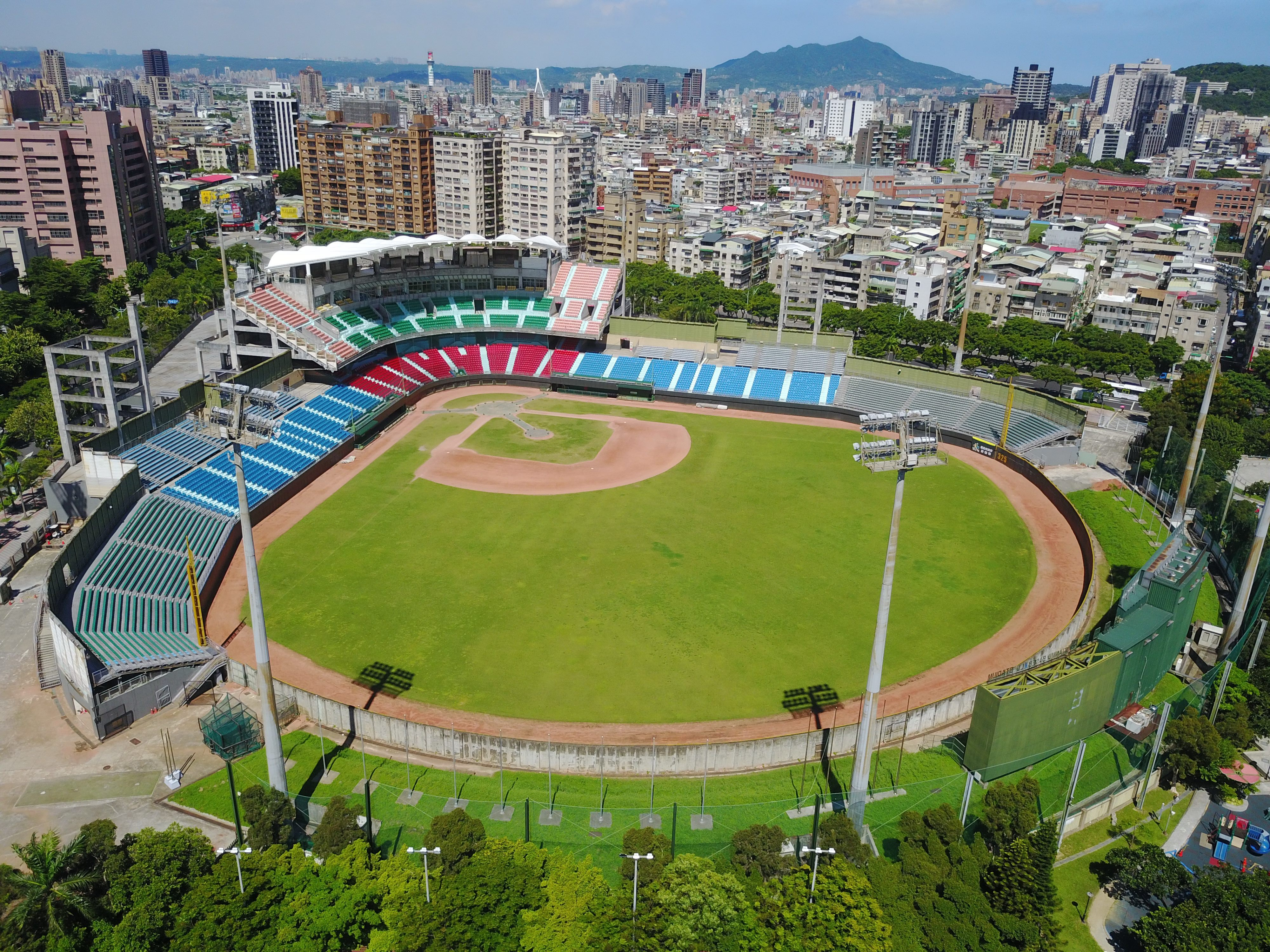
톈무 야구장

톈무 야구장(天母棒球場)은 CPBL의 중신 브라더스의 홈 구장으로, 타이베이시에 있다. 10,500석의 좌석을 갖고 있다. 주변이 주택지역인 관계로 주말 홈 경기만 개최하며 다이에가 2002년 5월 14일부터 5월 15일까지 해당 구장에서 오릭스와의 홈경기를 유치했다.
2015년 WBSC 프리미어 12 경기의 일부 경기가 개최된 바 있으며, 8강전도 예정되어 있었으나 화재 사고로 인해 타이중 인터콘티넨털 야구장으로 변경됐다.

## 같이 보기
- 대만의 야구 경기장 목록
- 중화 직업봉구 대연맹